# Sergent recruteur
Historiquement, un sergent recruteur est un sous-officier auquel est confié la tâche de recruter de nouveaux soldats. De nos jours, cette appellation est passée dans le langage courant, avec une connotation négative, pour désigner certains prosélytes et leurs agissements.

## Historique

### En France
Comme la conscription n'existait pas en France avant la Révolution, les régiments devaient se charger eux-mêmes du recrutement. Cette mission était dévolue aux sergents recruteurs. Lorsque la compagnie d'un régiment prenait garnison dans une ville (généralement pour une ou deux années), un sergent recruteur était envoyé dans les bourgs alentour. L'homme, qui avait belle prestance et portait fièrement son sabre et son uniforme, s'installait dans la taverne et racontait à qui voulait l'entendre ses faits de gloire. Il vantait les avantages de la carrière militaire, payait à boire et à manger, au besoin donnait quelques pièces de monnaie pour faire signer un engagement aux plus naïfs ou aux plus téméraires.
Le sergent recruteur percevait une prime pour chaque nouvelle recrue, payée pour moitié à l'engagement et pour l'autre moitié lorsque le capitaine avait constaté que l'engagé était toujours présent.

### Au Royaume-Uni

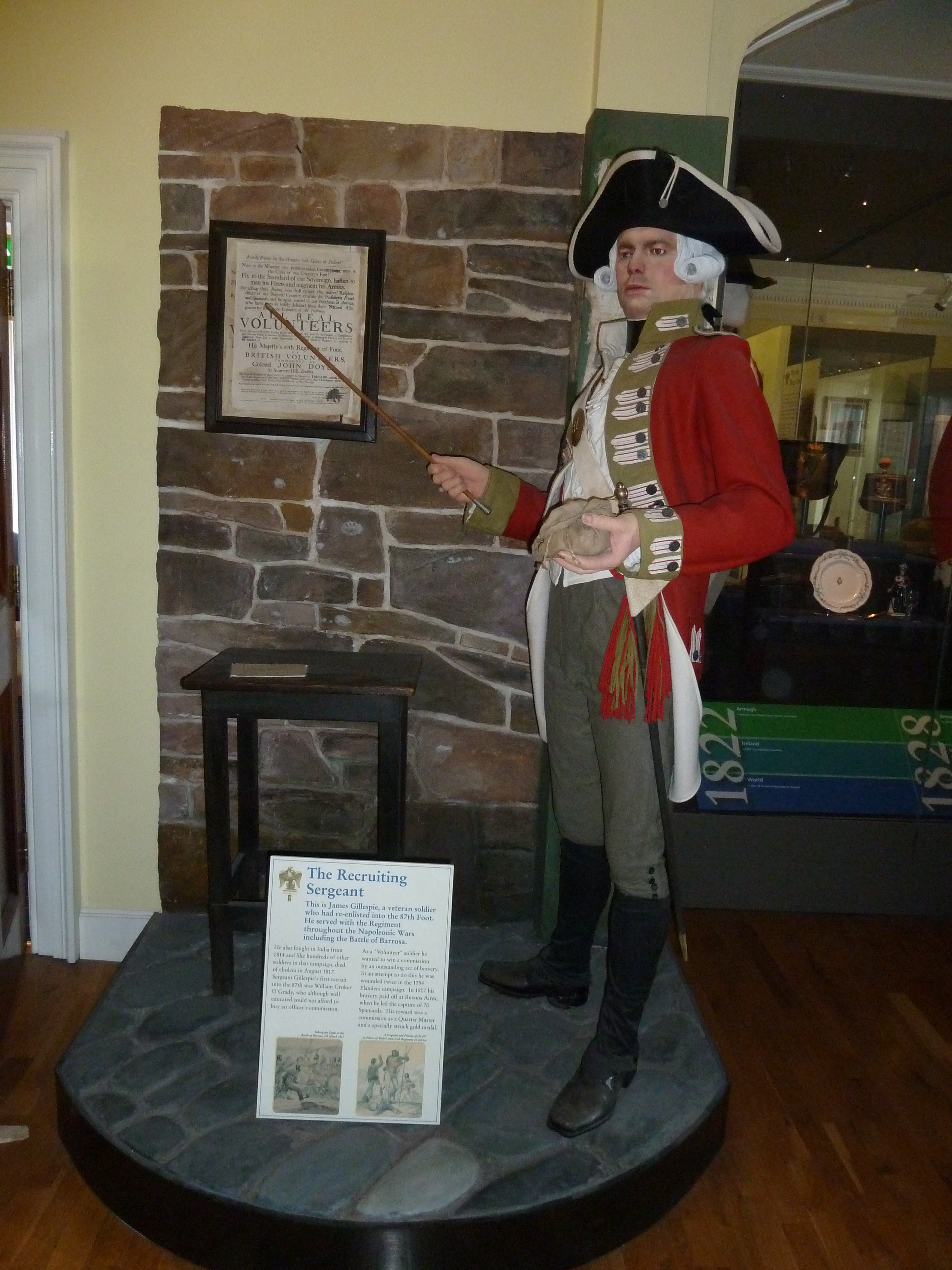
Sergent recruteur du Royal Irish Regiment (fin XVIIIe siècle).

La fonction (en:recruiting sergeant) apparaît au XVIIIe siècle dans l'armée britannique. Le rôle et les méthodes utilisées sont similaires à celles décrites pour l'armée française.
L'auteur George Farquhar ayant servi comme officier dans un régiment d'infanterie, a utilisé son expérience pour nourrir son ouvrage The Recruiting Officer (en) (1706).
Exemple de texte affiché pour recruter :
« If any gentlemen soldiers, or others, have a mind to serve Her Majesty, and pull down the French king; if any prentices have severe masters, any children have unnatural parents; if anWestminster Abbeyy servants have too little wages, or any husband too much wife; let them repair to the noble Sergeant Kite, at the Sign of the Raven, in this good town of Shrewsbury, and they shall receive present relief and entertainment. »
Les méthodes peu scrupuleuses prêtées à certains des sergents recruteurs sont à l'origine de chansons folkloriques comme Arthur McBride (en) pour les Irlandais ou Twa Recruiting Sergeants pour les Écossais.
La recrue qui acceptait de signer son enrôlement recevait un shilling (King's shilling).

### Autres pays

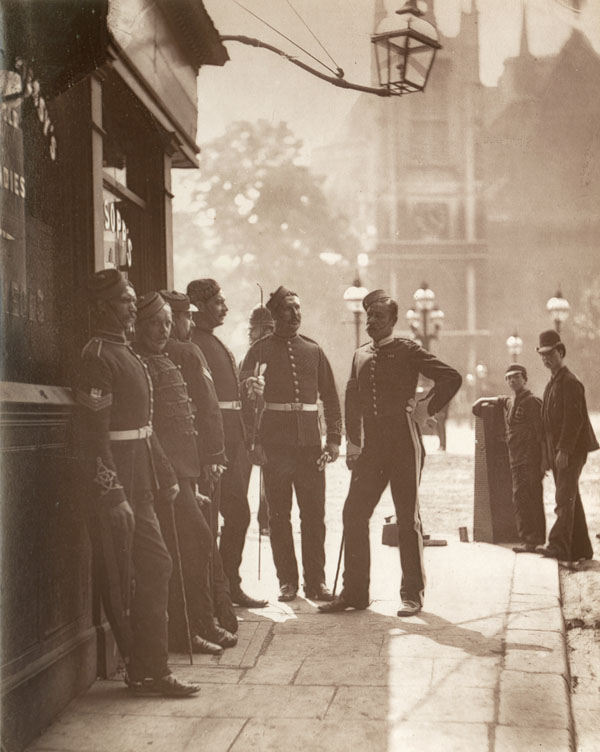
Photographie, Londres, 1877, de John Thompson. Elle présente des sergents recruteurs de plusieurs régiments de cavalerie britannique en action près de l'abbaye de Westminster. Notez, à l'arrière-plan, la présence discrète d'un policeman.

## Folklore associé au sergent recruteur
Les méthodes plus ou moins douteuses attribuées au sergent recruteur pour obtenir l'engagement du volontaire ont généré tout un folklore.
Chanson
- Le Sergent recruteur, mélodie de Jacques Offenbach (1846), paroles d’Édouard Plouvier.
- Arthur McBride, (repris, entre autres, par Planxty en 1973, Bob Dylan en 1992).

Cinéma
- Fanfan la Tulipe, film de 1952 de Christian-Jaque, offre le personnage truculent du sergent recruteur La Franchise, joué par Nerio Bernardi, Noël Roquevert jouant quant à lui le maréchal des logis Fier à bras. Ne reculant devant rien pour racoler, La Franchise utilise sa fille pour convaincre les candidats de signer leur engagement.
- Cartouche, film de Philippe de Broca de 1962, où le sergent recruteur est bien, cette fois-ci, Noël Roquevert...

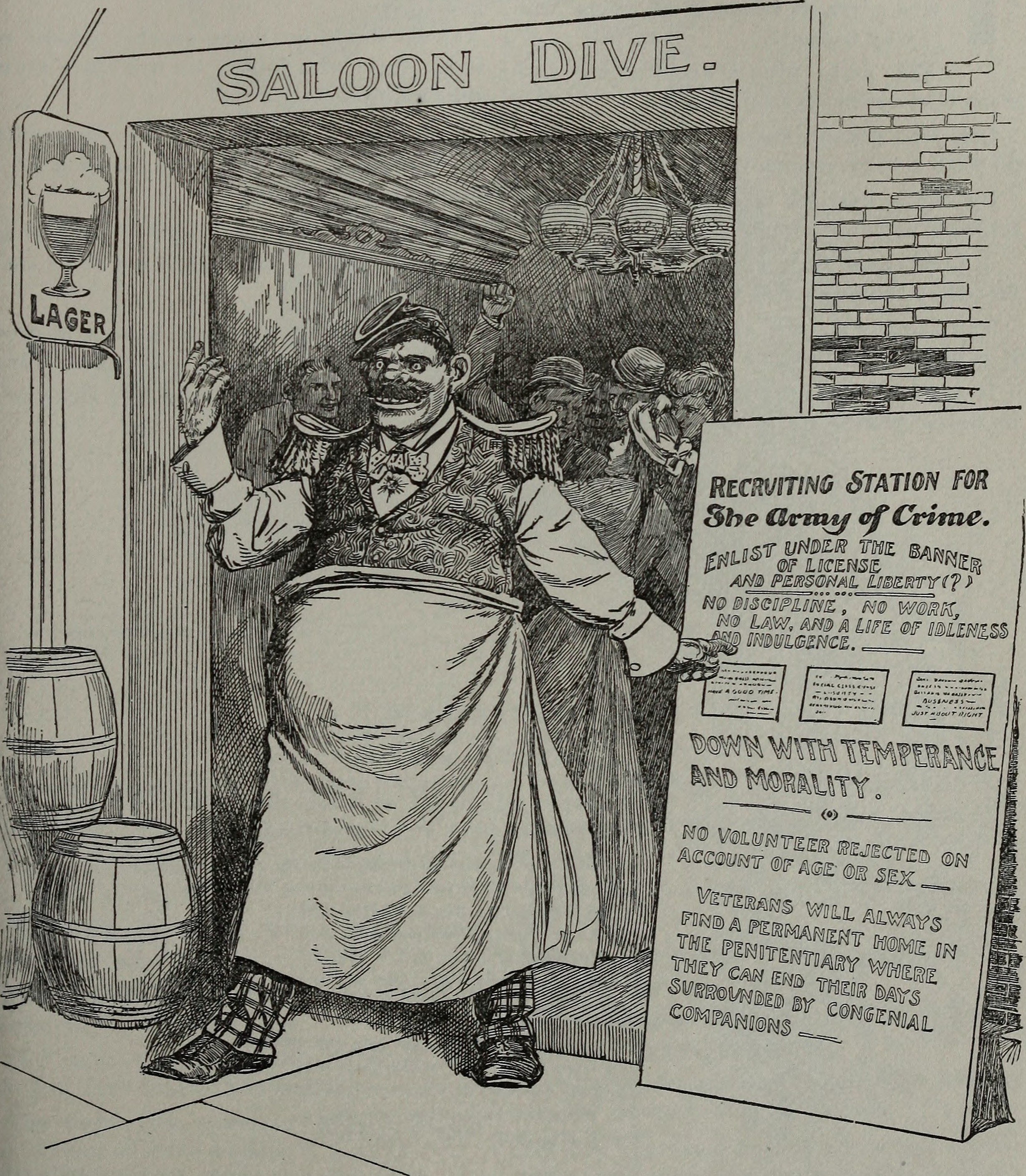
Le sergent recruteur pour l'armée du crime. (1902, The Ram's Horn Co)

Littérature